# Metlapilcoatlus
Metlapilcoatlus is een geslacht van slangen uit de familie adders (Viperidae) en de onderfamilie groefkopadders (Crotalinae).

## Naam en indeling
De wetenschappelijke naam van de groep werd voor het eerst voorgesteld door Jonathan Campbell, Darrel Frost, Todd Castoe in 2019.
Er zijn zes soorten, inclusief de pas in juni 2021 beschreven soort Metlapilcoatlus borealis. De meeste soorten behoorden eerder tot het geslacht Atropoides, dat tegenwoordig nog door maar door een enkele soort wordt vertegenwoordigd.

## Verspreiding en habitat
De slangen komen voor in delen van Midden-Amerika en leven in de landen Mexico, Belize, Guatemala, Honduras, Nicaragua, Costa Rica, El Salvador en Panama. De habitat bestaat uit vochtige tropische en subtropische bossen, zowel in laaglanden als in bergstreken. Ook in door de mens aangepaste streken zoals weilanden en plantages kunnen de dieren worden aangetroffen.

## Beschermingsstatus
Door de internationale natuurbeschermingsorganisatie IUCN is aan vijf soorten een beschermingsstatus toegewezen. Vier soorten worden beschouwd als 'veilig' (Least Concern of LC) en de soort Metlapilcoatlus indomitus staat te boek als 'bedreigd' (Endangered of EN)..

## Soorten
Het geslacht omvat de volgende soorten, met de auteur en het verspreidingsgebied.
| Naam                      | Auteur                                                           | Verspreidingsgebied                                                             |
| ------------------------- | ---------------------------------------------------------------- | ------------------------------------------------------------------------------- |
| Metlapilcoatlus borealis  | Tepos-Ramírez, Flores-Villela, Velasco, Lara, Rubio, Jadin, 2021 | Mexico                                                                          |
| Metlapilcoatlus indomitus | Smith & Ferrari-Castro, 2008                                     | Honduras                                                                        |
| Metlapilcoatlus mexicanus | Duméril, Bibron & Duméril, 1854                                  | Mexico, Belize, Guatemala, Honduras, Nicaragua, Costa Rica, El Salvador, Panama |
| Metlapilcoatlus nummifer  | Rüppell, 1845                                                    | Mexico                                                                          |
| Metlapilcoatlus occiduus  | Hoge, 1966                                                       | Mexico, Guatemala, El Salvador                                                  |
| Metlapilcoatlus olmec     | Pérez-Higareda, Smith & Juliá-Zertuche, 1985                     | Mexico, Guatemala                                                               |